# Konsistoriehuset

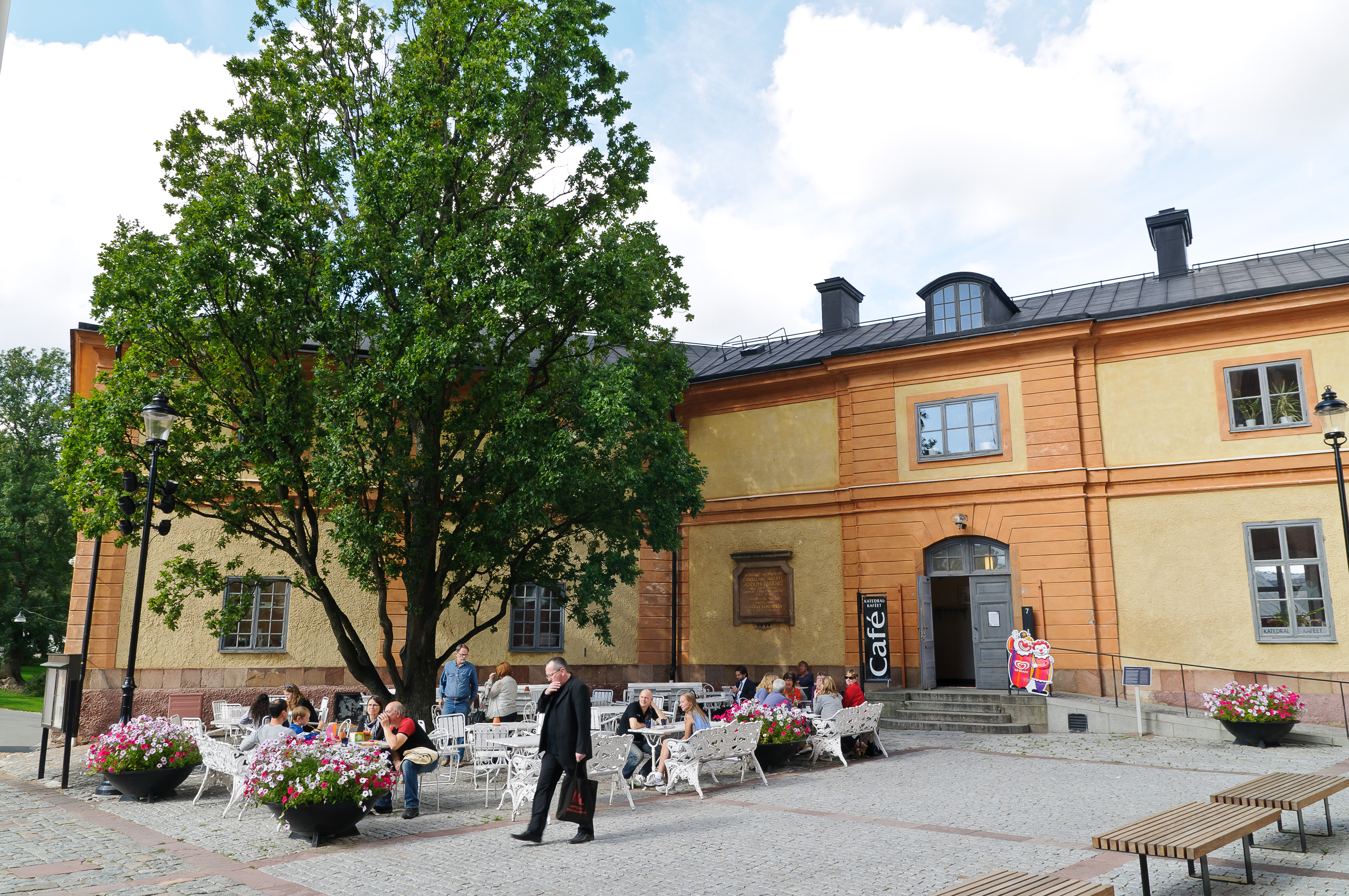
Konsistoriehuset

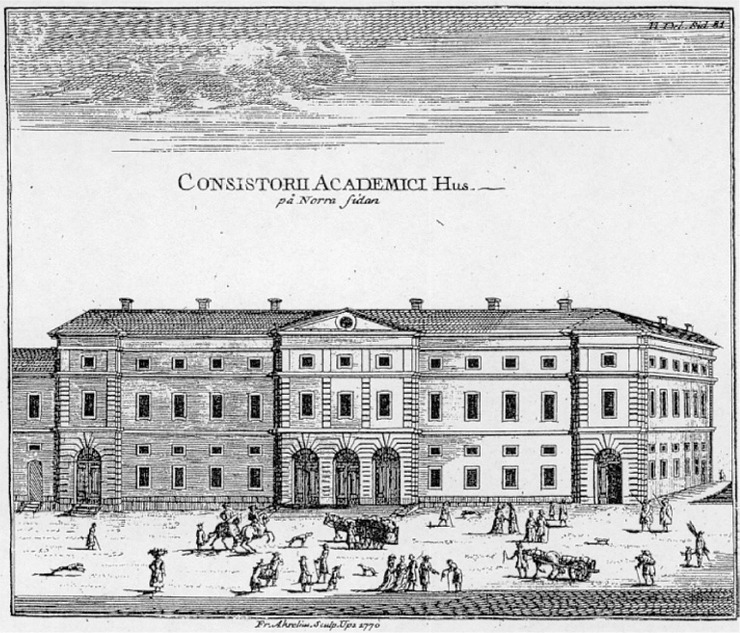
Incisione del 1770 ritraente la facciata di Konsistoriehusets rivolta verso S:t Eriks torg

Konsistoriehuset è un edificio situato nel centro di Uppsala, in S:t Eriks torg, a nord della cattedrale, adiacente l'Ecclesiasticum. Costruito nel 1757 come sede del concistoro, ha in seguito ospitato diverse istituzioni universitarie fino al 2004, ed ospita oggi la caffetteria della cattedrale. Nel 1935 venne dichiarato byggnadsminne.

## Storia
Nel Seicento si ergevano intorno alla cattedrale diversi edifici dell'Università, che ospitavano tra l'altro la biblioteca universitaria e il concistoro. La biblioteca venne trasferita in Gustavianum nel 1691, e gli edifici intorno alla cattedrale vennero distrutti dall'incendio di Uppsala del 1702. La ricostruzione del centro cittadino impiegò diversi decenni, e l'attuale Konsistoriehuset venne costruito tra il 1749 e il 1757, su progetto di Carl Hårleman. L'edificio ha un piano nella facciata rivolta verso la cattedrale, e tre in quella rivolta su S:t Eriks torg.
Il piano principale ospitava il concistoro, e il piano più alto era dedicato ad attività accademiche. Due sale rivolte verso la piazza erano dedicate allo studio dell'anatomia, mentre il piano inferiore ospitava l'antincendio. Nel 1887 il concistoro si trasferì in Universitetshuset, e Konsistoriehuset venne destinato ad ospitare il dipartimento di geologia e mineralogia fino al 1959, quando venne destinato ad ospitare il dipartimento di storia dell'arte e venne pertanto riferito a volte come Konsthistoriehuset ("edificio di storia dell'arte"). Nel 1996 l'edificio venne ristrutturato e ospitò la facoltà di archeologia e storia antica. Nel 2004 l'edificio venne affittato alla Chiesa di Svezia, che lo impiega come caffetteria (Katedralcaféet).